# Markheim
Markheim è un racconto scritto da Robert Louis Stevenson nel 1884 e pubblicato per la prima volta nel 1885 in The Broken Shaft: Tales of Mid-Ocean. In seguito il racconto è stato ripubblicato nella raccolta The Merry Men and Other Tales and Fables nel 1887 (Gli allegri compari e altri racconti).

## Trama
Il giorno di Natale, il piccolo criminale Markheim entra in un negozio di antiquariato con la scusa di comprare un regalo per la fidanzata. Ha in realtà il piano di rapinare il negoziante, approfittando dell’assenza della sua serva. Mentre l’uomo è voltato, Markheim lo accoltella e lo uccide. Markheim rimane paralizzato dallo sgomento per la sua azione e dalla paura di essere scoperto.
Finalmente si decide a proseguire la sua impresa criminale e va in cerca della cassaforte e delle chiavi. Mentre esplora la casa, entra un estraneo, identificato da Markheim con il diavolo, che gli offre aiuto. L’estraneo dice di conoscere  Markheim e di averlo osservato per tutta la vita. I due discutono sulla natura del bene e del male; Markheim  giustifica i suoi crimini con le circostanze della povertà, l’altro ribatte ogni punto e afferma che il male è nel carattere e non nelle azioni.
Infine Markheim si rende conto di non avere l’amore per il bene, ma almeno l’odio per il male. Quando l’estraneo lo avverte del ritorno della serva, e gli suggerisce di attirarla in casa e ucciderla,  Markheim decide invece di confessare e far chiamare la polizia.
Anche in questo racconto di Stevenson è presente il problema della dualità dell'animo umano.

## Adattamenti
- Belisario Randone ha elaborato per la Rai uno sceneggiato, trasmesso il 10 gennaio 1963, per la regia di Alessandro Brissoni, con Umberto Ceriani nella parte del protagonista[1].
- Carlo Deri ha composto un'opera lirica in un atto, Markheim (2008), della quale ha creato anche il libretto, su un soggetto liberamente tratto dall'omonimo racconto di R. L. Stevenson; prima esecuzione – in forma cameristica – nel 2015 (Pisa, Teatro Verdi, 18 aprile 2015)[2].

## Edizioni italiane
- 'Il Dr. Jekyll e Mr. Hyde. Il dissotterratore. Janet la storta. Markheim, Collana Il Sigillo Nero, Del Bosco Edizioni, 1973.
- Markheim. A cura di Fabio De Propris, Collana Minima n.24, Salerno Editore, Roma, 1992, ISBN 978-88-8402-088-8.
- Markheim, Collana Nativitas, Interlinea, Novara, 2001, ISBN 978-88-8212-324-6.
- Markheim, Collana I leoncini n.40, Leone Editore, 2013, ISBN 978-88-6393-107-5.